# Claude Surprenant
Pour les articles homonymes, voir Surprenant.
Claude Surprenant, né le 1er octobre 1963, est un entrepreneur et homme politique québécois.
Il est député à l'Assemblée nationale du Québec de la circonscription de Groulx de 2014 à 2018. Élu sous la bannière de la Coalition avenir Québec, il siège comme député indépendant à partir du 24 janvier 2017.

## Biographie
Né le 1er octobre 1963, Claude Surprenant devient en 2006 membre de l'Association canadienne du commerce des valeurs mobilières. En janvier 2012, il fonde la compagnie Ascendi, une entreprise œuvrant dans la gestion de finances, à Blainville.  Il œuvre aussi pendant plus de 25 ans à titre de vice-président et conseiller en placement, notamment au sein de Financière Banque Nationale et Valeurs mobilières Desjardins. Par ailleurs, il est vice-président au sein de TD Waterhouse ainsi que de la compagnie Azzimov.
Claude Surprenant est impliqué au niveau communautaire en tant que membre du Centre local de développement (CLD) Thérèse-De Blainville, de la chambre de commerce et d’industrie Thérèse-De Blainville, de la chambre de commerce de Saint-Hyacinthe et de la jeune chambre de commerce Maskoutaine. De plus, il est aussi membre de l'association des anciens du collège Laval.

## Vie politique
Il est élu député à l'Assemblée nationale à l'élection générale de 2014 sous la bannière de la Coalition avenir Québec (CAQ) dans la circonscription provinciale de Groulx. Il succède à Hélène Daneault, députée caquiste dans cette même circonscription qui avait choisie de ne pas se représenter. Le taux de participation, à 71,43 % est légèrement moindre à celui de la précédente élection générale de 2012, à 74,6 %.
Avec un peu plus de 250 voix, il défait la candidate libérale Vicki Emard (12 520 votes) et la péquiste et ex-leader étudiante Martine Desjardins (12 424 votes).

### Exclusion de la CAQ
Le 24 janvier 2017, à la suite de révélations sur ses dépenses de député, il est exclu du caucus de la Coalition avenir Québec par son chef, François Legault. Une ancienne aide parlementaire, congédiée par le député de Groulx pour faute grave, a révélé qu'il avait établi de fausses déclarations de frais de transports (qu'il a ensuite remboursés), et qu'il avait fait payer l'Assemblée nationale pour une chambre d'hôtel à Québec alors que l'Assemblée nationale n'était pas en session. Dans le rapport d'un cabinet d'experts-comptables engagé par le CAQ pour examiner les dépenses de Surprenant, on découvre qu'il a signé des chèques en blanc à son ancienne employée afin de faciliter le paiement des dépenses du bureau de circonscription. Le député accuse l'employée d'avoir détourné ces chèques à son profit pour une valeur de 9 500 $, ce que cette dernière nie. La publication du rapport du commissaire à l'éthique révèle également que le député de Groulx a offert un contrat de 700 $ à son épouse, une architecte, pour rénover son bureau de circonscription.

### Départ amer
Le 11 mai 2018, il annonce qu'il ne se représentera pas en octobre 2018. L'ex-député caquiste garde vraisemblablement un goût amer de son passage à la CAQ. Dans son communiqué de départ, il reproche notamment au chef François Legault de ne pas l'avoir « aidé en déclarant des choses basées sur des perceptions.»,. Il revient cependant sur sa décision et se présente comme candidat indépendant aux élections générales québécoises de 2018. Il profite de l'occasion pour faire des révélations gênantes à l’endroit de certains candidats de la CAQ et pour demander une enquête sur les dépenses du bureau de circonscription du député Éric Caire,.

### Blâme annulé
En 2024, les élus de l'Assemblée nationale votent en faveur d'une motion annulant le blâme à l'endroit de Claude Surprenant. Le commissaire à l'éthique et à la déontologie de l'époque s'était basé sur le témoignage de Julie Nadeau, l'ex-employée de Surprenant, afin de mener l'enquête. Cependant, cette dernière a été accusée de fraude, d'usage de faux et de parjure en 2023, à la suite d'une enquête de l'Unité permanente anticorruption (UPAC). L'actuelle commissaire à l'éthique et à la déontologie a accepté de rouvrir le dossier. C'est à la suite du dépôt du rapport, qui recommandait l'annulation de la réprimande à l'égard de Claude Surprenant, que les députés de l'Assemblée nationale ont voté afin de lever le blâme. 

## Fonctions parlementaires

### 41elégislature
Le 25 avril 2014, il devient le porte-parole du deuxième groupe d'opposition en matière d'emploi et de solidarité sociale. Subséquemment, le 2 juin 2014, il devient aussi membre de la Commission des finances publiques. Puis, le 26 août 2014, il devient porte-parole du deuxième groupe d'opposition pour le Conseil du trésor et membre de la Commission de l'administration publique le 16 septembre 2014.
En date du 25 avril 2014, il est porte-parole du deuxième groupe d'opposition responsable de la région de Laval et porte-parole du deuxième groupe d'opposition en matière de transports et de stratégie maritime.
Le 2 septembre 2015, Claude Surprenant devient le porte-parole de la CAQ en matière de Transports, de Mines et Forêts en plus d'être responsable des régions de Laval, de l'Abitibi-Témiscamingue, de la Côte-Nord et du Nord-du-Québec. Il garde ce poste jusqu'à son expulsion de la CAQ.
À partir du 24 janvier 2017, il siège à l'Assemblée nationale en tant que député indépendant.

## Publications
En 2023, Claude Surprenant publie Une fausse avocate berne l’Assemblée nationale – la vérité défendue avec courage. Ce livre relate l'histoire du blâme de l'Assemblée nationale ainsi que les efforts qu'il a déployés afin de rétablir sa réputation. 

## Résultats électoraux
|                                                                                               | Nom                         | Parti               | Nombre de voix | %      | Maj.  |
| --------------------------------------------------------------------------------------------- | --------------------------- | ------------------- | -------------- | ------ | ----- |
|                                                                                               | Eric Girard                 | Coalition avenir    | 14 771         | 40,6 % | 7 402 |
|                                                                                               | Sabrina Chartrand           | Libéral             | 7 369          | 20,3 % | -     |
|                                                                                               | Fabien Torres               | Québec solidaire    | 6 268          | 17,2 % | -     |
|                                                                                               | Jean-Philippe Meloche       | Parti québécois     | 5 745          | 15,8 % | -     |
|                                                                                               | Claude Surprenant (sortant) | Indépendant         | 812            | 2,2 %  | -     |
|                                                                                               | Robin Dick                  | Vert                | 802            | 2,2 %  | -     |
|                                                                                               | Vincent Aubé                | Conservateur        | 368            | 1 %    | -     |
|                                                                                               | Chantal Lavoie              | Citoyens au pouvoir | 235            | 0,6 %  | -     |
| Total                                                                                         | Total                       | Total               | 36 370         | 100 %  |       |
| Le taux de participation lors de l'élection était de 70,2 % et 604 bulletins ont été rejetés. |                             |                     |                |        |       |

|                                                                                               | Nom                | Parti            | Nombre de voix | %      | Maj. |
| --------------------------------------------------------------------------------------------- | ------------------ | ---------------- | -------------- | ------ | ---- |
|                                                                                               | Claude Surprenant  | Coalition avenir | 12 776         | 30,9 % | 256  |
|                                                                                               | Vicki Émard        | Libéral          | 12 520         | 30,2 % | -    |
|                                                                                               | Martine Desjardins | Parti québécois  | 12 424         | 30 %   | -    |
|                                                                                               | Sylvie Giguère     | Québec solidaire | 2 810          | 6,8 %  | -    |
|                                                                                               | Jonathan Davis     | Parti nul        | 493            | 1,2 %  | -    |
|                                                                                               | Alain Marginean    | Option nationale | 384            | 0,9 %  | -    |
| Total                                                                                         | Total              | Total            | 41 407         | 100 %  |      |
| Le taux de participation lors de l'élection était de 73,5 % et 635 bulletins ont été rejetés. |                    |                  |                |        |      |